# Božo Paradžik
Božo Paradžik (* 1969 in Zagreb) ist ein kroatischer Kontrabassist und Hochschullehrer.

## Leben
Božo Paradžik ist der Sohn des Musikers Drago Paradžik (1940–2018). Seit seinem 13. Lebensjahr erhielt er Kontrabassunterricht bei Tihomir Vidović in Sarajevo. Sein anschließendes Studium von 1987 bis 1992 bei Jiří Hudec an der Prager Musikakademie absolvierte er mit dem Magisterabschluss.
Als Solobassist spielte Paradžik zunächst in Sinfonieorchestern wie dem Residentie Orkest Den Haag, dem Radio-Sinfonieorchester Stuttgart, dem Concertgebouw-Orchester Amsterdam und im Sinfonieorchester des Bayerischen Rundfunks und arbeitete dabei mit Dirigenten wie Claudio Abbado, Georges Prêtre, Giuseppe Sinopoli, Neville Marriner, Gennady Rozhdestvensky, Carlo Maria Giulini und Franz Welser-Möst zusammen.
Nach der Veröffentlichung seiner ersten CD bei EMI/Virgin Classics gemeinsam mit dem Pianisten Ulrich Rademacher im Jahre 2000 wurde Paradžik als Solist weltbekannt. Er hat seitdem seine Orchestertätigkeit – bis auf wenige besondere Projekte – aufgegeben und spielt weltweit als Solist und im Rahmen von Kammerkonzerten.
Neben seiner Konzerttätigkeit unterrichtete Paradžik zunächst als Gastdozent am Konservatorium Jan Sweelinck in Amsterdam (2000–2001) und anschließend als Professor an der Musikhochschule Detmold (2001–2004). Seit 2003 ist er Professor für Kontrabass an der Musikhochschule Freiburg und seit 2010 ebenfalls an der Hochschule Luzern. Außerdem ist er Gastprofessor an der Royal Academy of Music in London und hält regelmäßig Meisterkurse in Amsterdam, Den Haag, London, Lyon, Manchester und Paris ab.
Sein erstes kompositorisches Werk Simbi, eine konzertante Komposition für Kontrabass und Klavier, entstand im Jahre 2008.
Im Jahre 2009 wurde eine Dokumentation über sein Leben und Wirken für den kroatischen Fernsehsender HRT gefilmt (Kulturprogramm HRT2, Produzent Tihomir Štivičić).
2015 wurde er mit dem Special Recognition Award für seine Solo-Performance von der International Society of Bassists ausgezeichnet.

## Diskografie
- Der Kontrabass – Elephant oder Schwan. Mit Ulrich Rademacher (Klavier), EMI-Electrola/Vergin Classics, 2000
- Double Bass goes Beethoven. Ludwig van Beethoven: Cello-Sonaten für Kontrabass und Klavier. Mit Ulrich Rademacher, Maria Sofianska und Hansjacob Staemmler (Klavier), Solo Musica 2012
- Double Bass goes Brahms. Mit Maria Sofianska (Klavier). Johannes Brahms: Sonate A-Dur op. 100, Sonate e-moll op. 38 und Sonate Es-Dur op. 120 Nr. 2, Eigenproduktion, 2017[5]

Außerdem wurden zahlreiche seiner Konzerte professionell aufgezeichnet. Paradžik hat diese, um sie Studenten und einem breiten Publikum weltweit zugänglich zu machen, auf seinem offiziellen Youtube-Kanal zur Verfügung gestellt.